# Amsterdamse kloosters in de Middeleeuwen

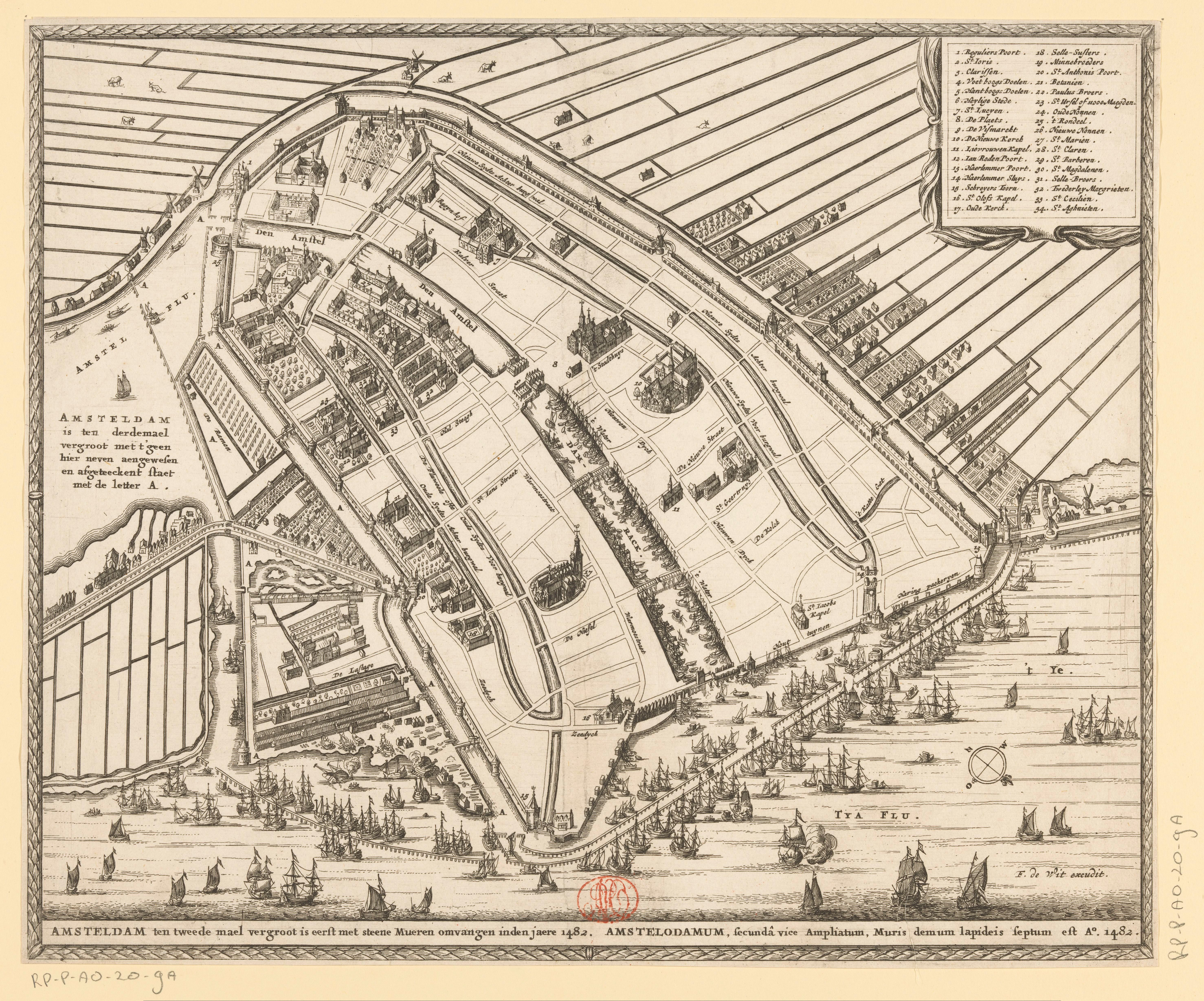
Plattegrond van Amsterdam zoals het er na de uitbreiding in 1482 uit zou hebben gezien, in vogelvluchtperspectief. Rechtsboven een cartouche met de legenda 1-34. Oriëntatie: westzuidwest boven. Links boven is een grote concentratie kloosters te zien. Impressie op een 17e-eeuwse prent.

Amsterdam was in de middeleeuwen een stad die rijk was aan kloosters. Tussen 1389 en 1513 verrezen er binnen de toenmalige stadsgrenzen (Singel - Kloveniersburgwal - Geldersekade) negentien kloosters, die circa 20% van het oppervlak van de stad gebruikten. Buiten de stadsomwalling waren er nog twee kloosters. Aan de zuidoostzijde, langs de Oudezijds Voorburgwal en Oudezijds Achterburgwal, ontstond een grote concentratie aan kloosters omdat dit deel van de stad toen nog voldoende vrije ruimte bood. Hoewel de kloosters inmiddels verdwenen zijn, wordt in de naam van de steeg "Gebed zonder end" in dit stukje Amsterdam (volgens de overlevering) de herinnering aan de vele kloosters, en daarmee samenhangend het vele bidden, levend gehouden.
In de 15e eeuw hadden deze kloosters een bloeiperiode, waarna er in de 16e eeuw een neergang inzette. Het Reguliersklooster sloot als eerste in 1532 na een brand. Het einde van de Amsterdamse kloosters kwam na de Alteratie van 1578.  Het katholieke stadsbestuur werd toen verjaagd en alle katholieke gebouwen: kerken, kapellen en kloosters kwamen in handen van de stad en kregen vervolgens een andere functie. De opheffing van de kloosters volgde tussen 1578 en 1590.
Veel kloosters werden afgebroken en er verrezen woonhuizen. Een aantal gebouwen van de opgeheven kloosters werd voor andere doeleinden gebruikt. In de loop der eeuwen zijn er aan de overgebleven gebouwen vele verbouwingen geweest waardoor er nog maar weinig overblijfselen van de vroegere kloosters zijn terug te vinden. Enkele bouwwerken, maar ook straatnamen en verkavelingen, herinneren nog aan de geschiedenis van de kloosters die hier tot in de 16e eeuw waren.
In volgorde van oprichtingsjaar waren er de volgende kloosters:
- 1389 (tot 1578) - Oude Nonnenklooster (vanaf 1582 Sint-Pietersgasthuis, vanaf 1635 Binnengasthuis)[4]
- 1391 (tot 1578) - Karthuizerklooster (buiten de stadsgrens)[5][6]
- 1396 (tot 1532) - Reguliersklooster (buiten de stadsgrens)[7][8]
- 1397 (tot 1585) - Claraklooster[9]
- 1397 (tot 1585) - Agnietenconvent (vanaf 1631 Agnietenkapel van het Athenaeum Illustre)[10][11]
- 1403 (tot 1578) - Nieuwen Nonnenklooster (vanaf 1582 Sint-Pietersgasthuis, vanaf 1635 Binnengasthuis)[12]
- 1406 (tot 1585) - Margarethaklooster[13]
- 1409 (tot 1579) - Paulusbroederklooster (vanaf 1586 Waalse Kerk)[14]
- 1411 (tot 1579) - Maria Magdalenaklooster[15]
- 1411 (tot 1585) - Ceciliaklooster (vanaf 1585 Prinsenhof)[16][17]
- 1412 (tot 1579) - Catharinaklooster[18]
- 1414 (tot 1579) - Luciënklooster (vanaf 1580 Burgerweeshuis)[19]
- 1417 (tot 1585) - Mariaklooster[20]
- 1419 (tot 1585) - Ursulaklooster[21][22][23]
- 1425 (tot 1585) - Barbaraklooster[24]
- 1432 (tot 1584) - Geertruidenklooster[25][26]
- 1440 (tot 1578) - Cellebroedersklooster[27]
- 1462 (tot 1585) - Bethaniënklooster[28][29][30][31]
- 1463 (tot 1578) - Minderbroedersklooster[32][33]
- 1475 (tot 1589) - Cellezustersklooster[34]
- 1513 (tot 1590) - Clarissenklooster[35]

## Afbeeldingen

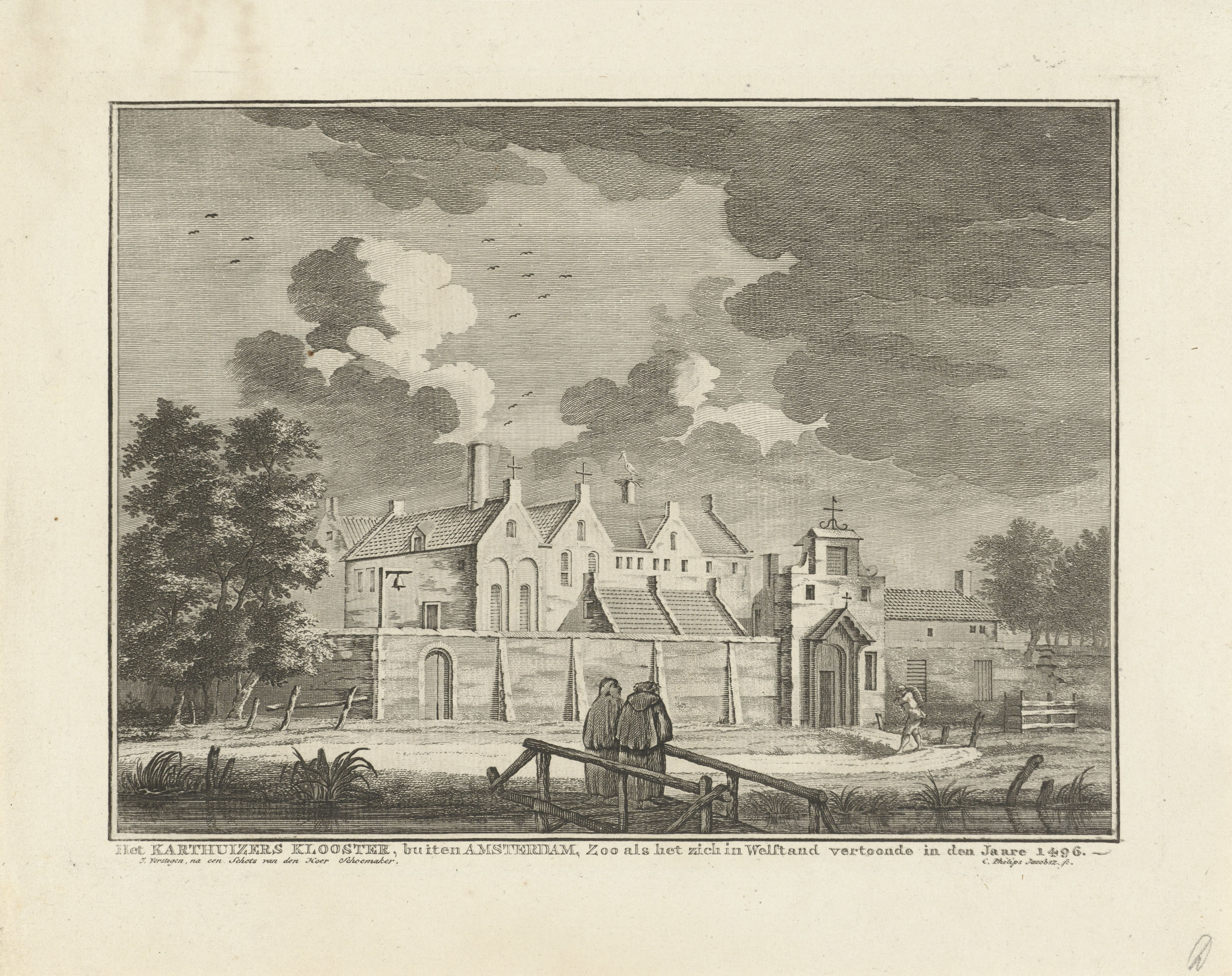
Het Kartuizerklooster buiten Amsterdam, 1496. - Zoo als het zich in Welstand vertoonde in den Jaare 1496 (titel op object). Impressie op een 18e-eeuwse prent.
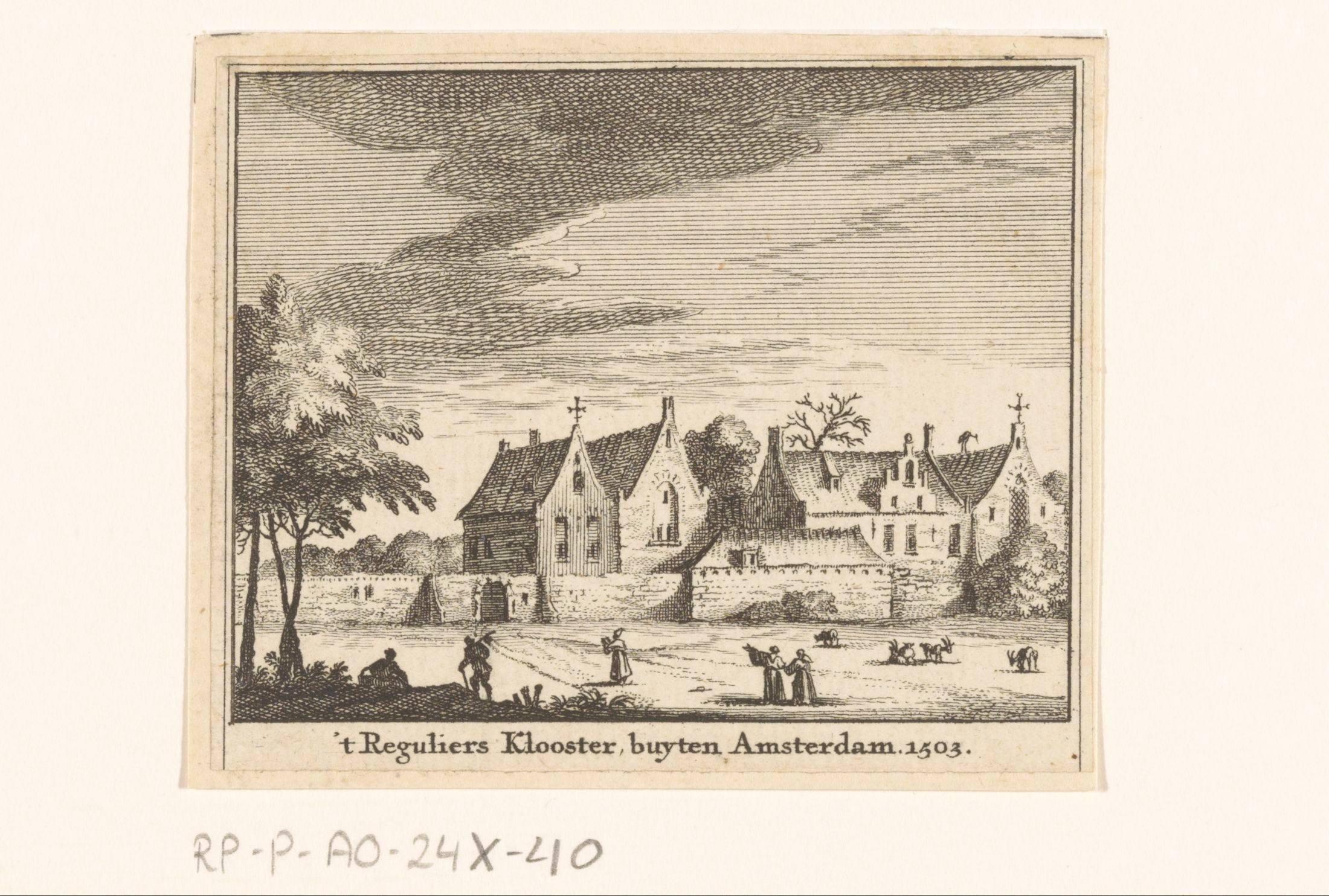
Het Reguliersklooster buiten Amsterdam, 1503 - 't Reguliers Klooster, buyten Amsterdam. 1503 (titel op object). Impressie op een 18e-eeuwse prent.
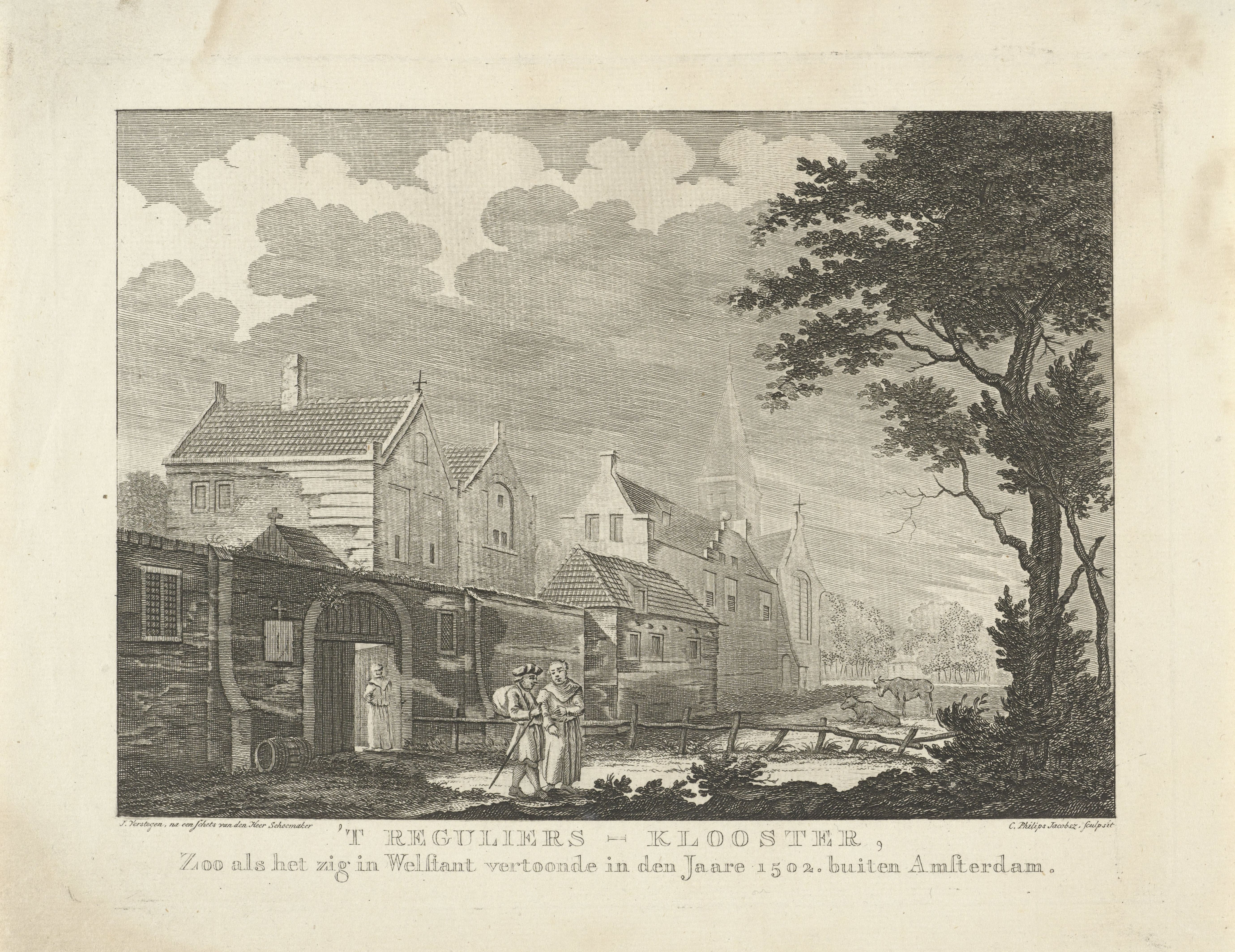
Het Reguliersklooster buiten Amsterdam, 1502 - 't Reguliers-Klooster, Zoo als het zig in Welstant vertoonde in den Jaare 1502. Impressie op een 18e-eeuwse prent.
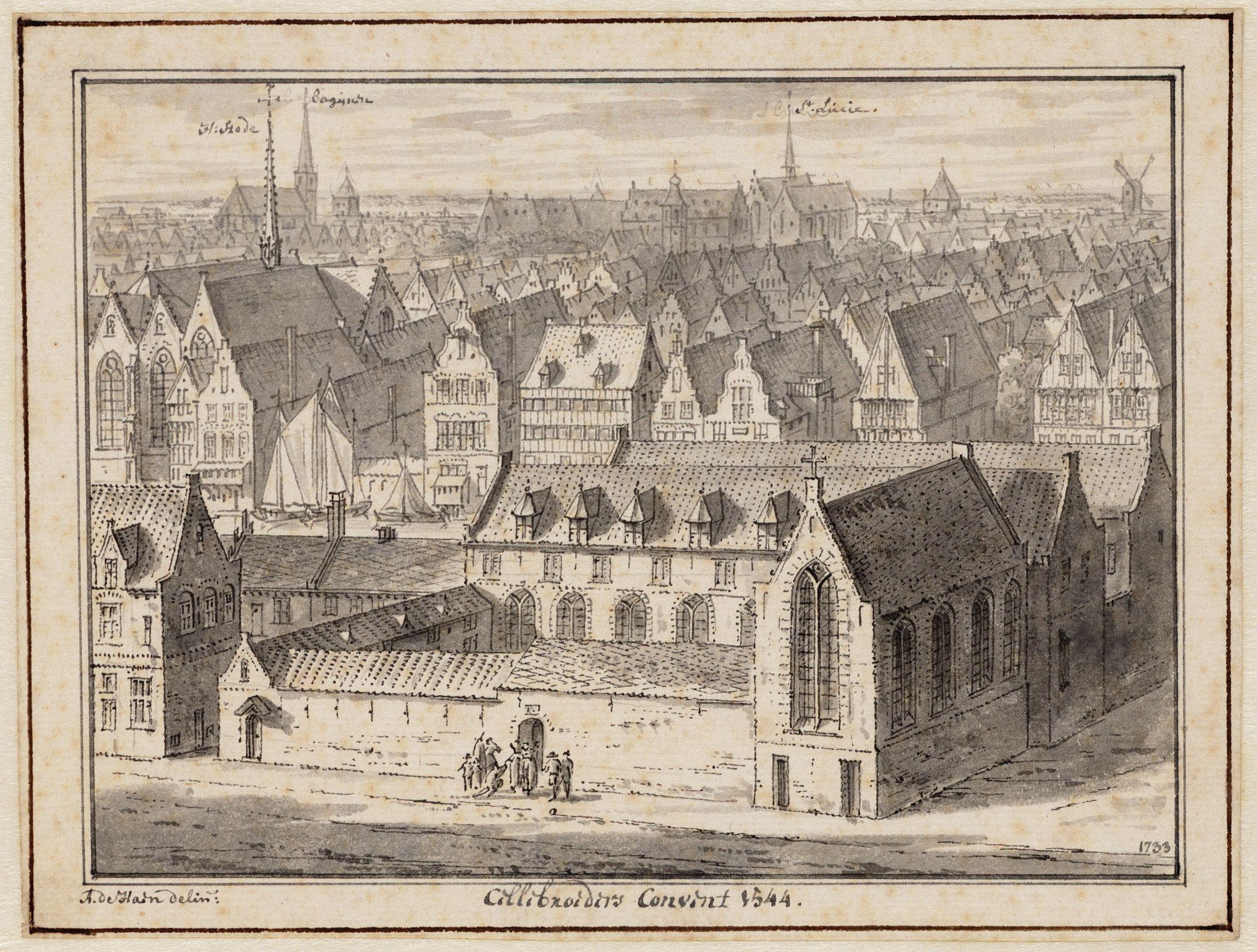
Cellebroeders Convent (1544). Impressie op een 18e-eeuwse prent.
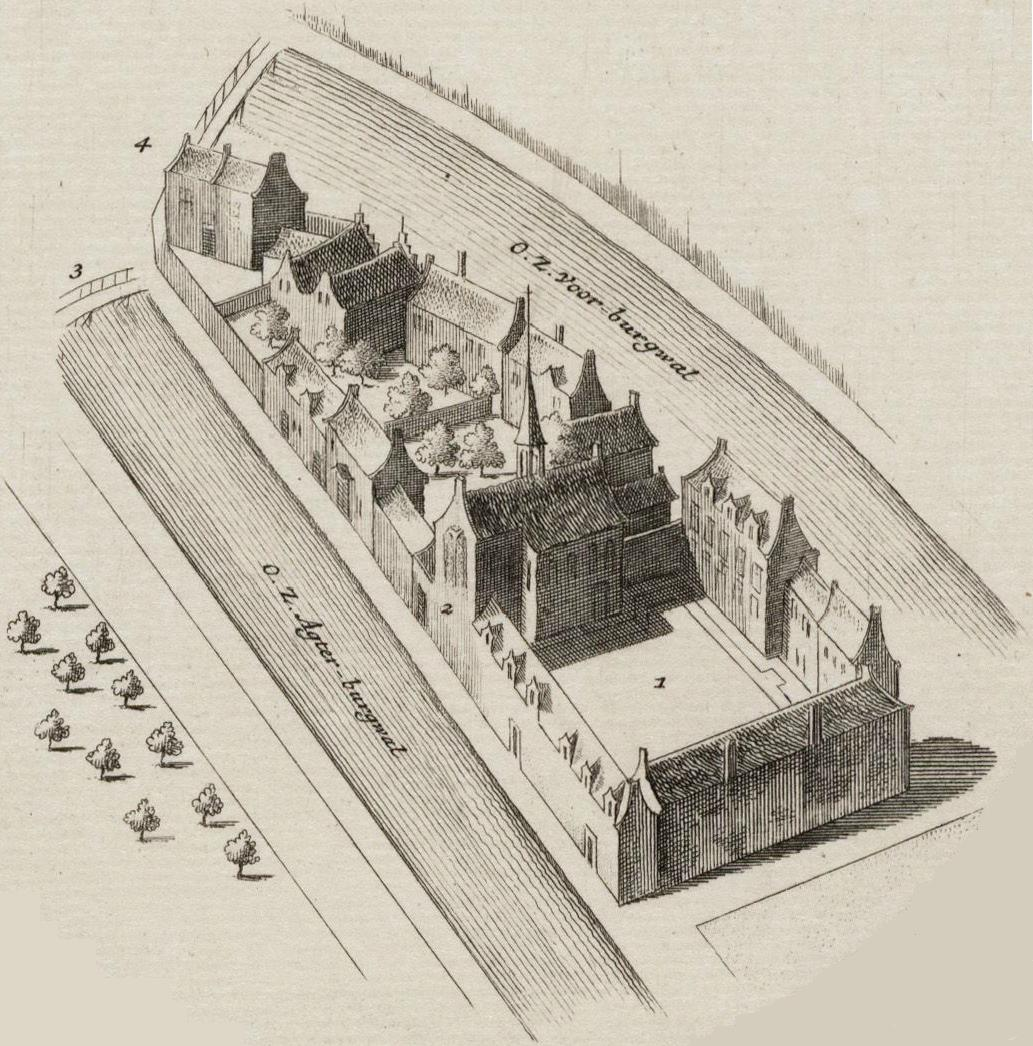
De Agnietenkapel en -klooster (1544). Vogelvlucht vanuit het noorden. Bovenaan het Huis aan de Drie Grachten. Impressie op een 18e-eeuwse prent.
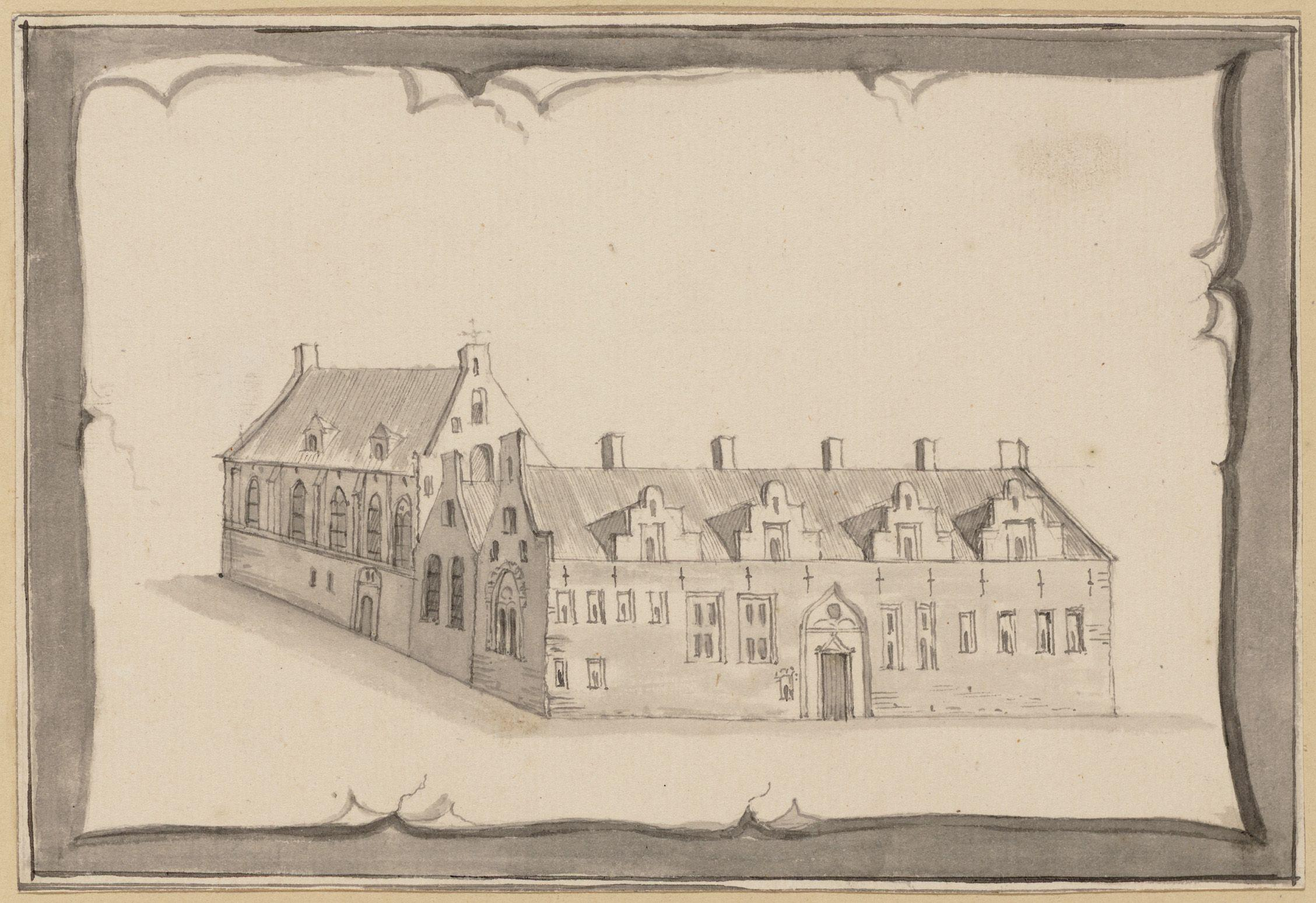
Cellebroedersklooster in Amsterdam in 1544. Impressie op een 18e-eeuwse prent.
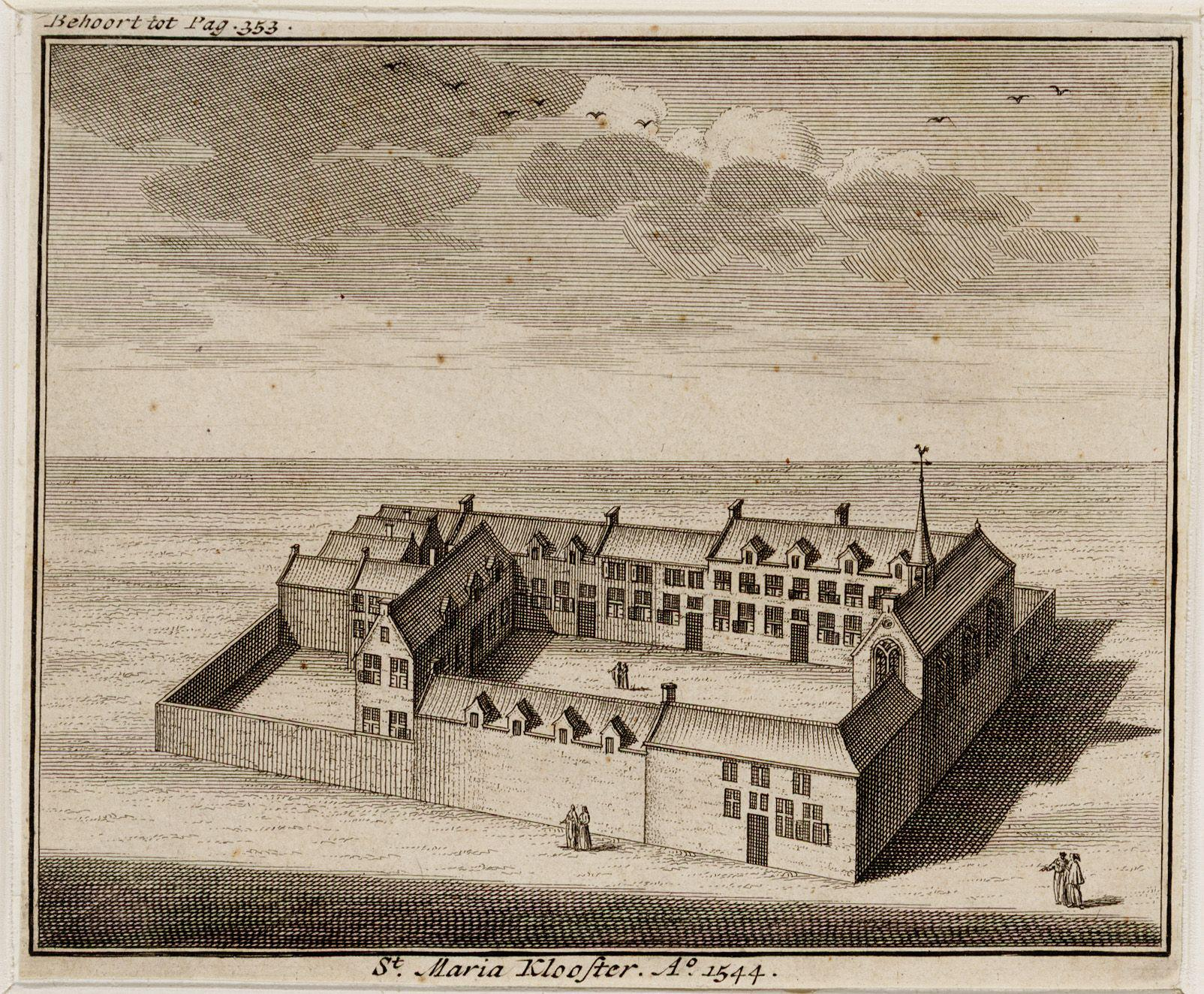
Het Sint-Mariaklooster aan de Nes in 1544. Impressie op een 18e-eeuwse prent.
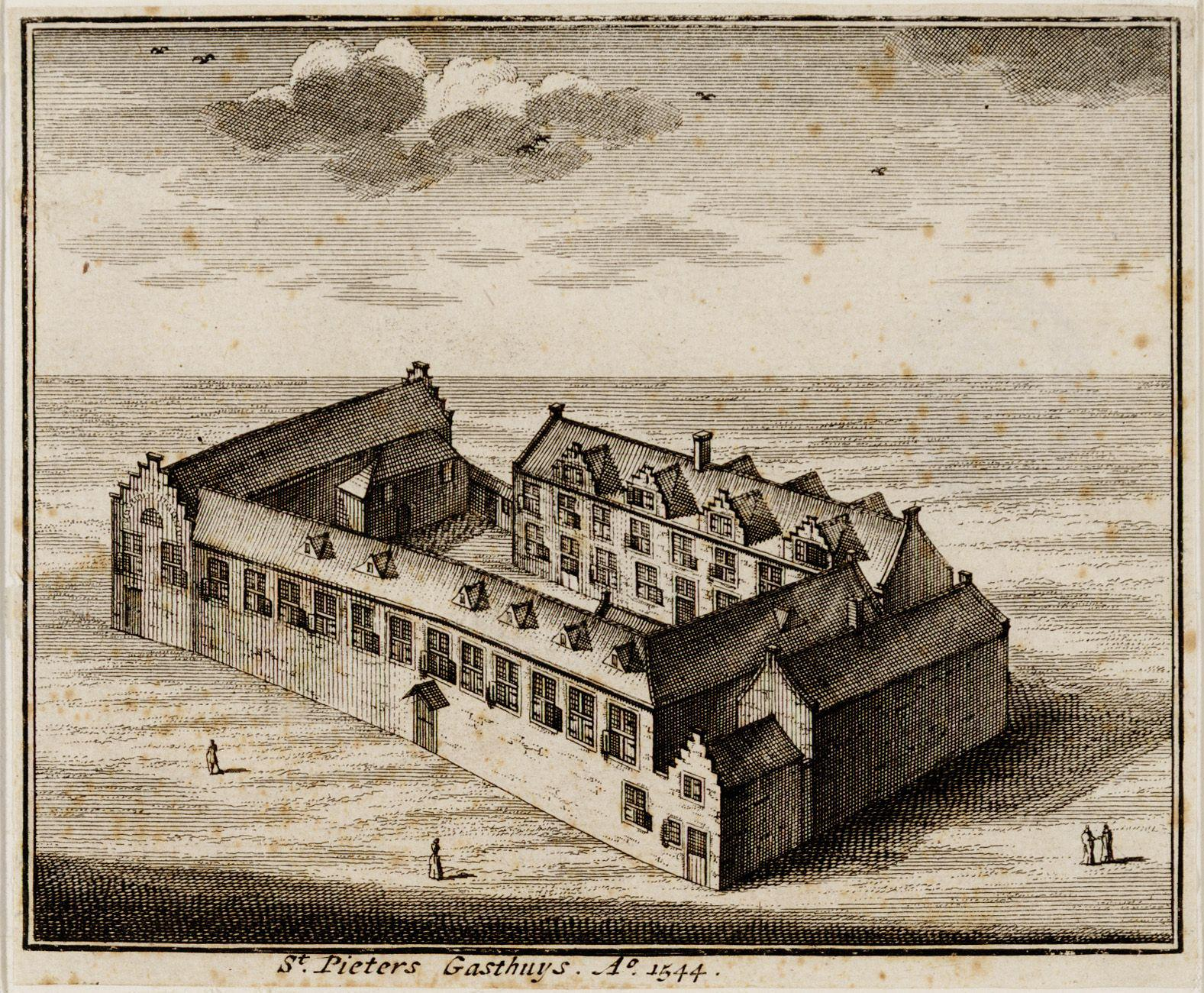
Het Sint-Pietersgasthuis aan de Nes in 1544. Impressie op een 18e-eeuwse prent.
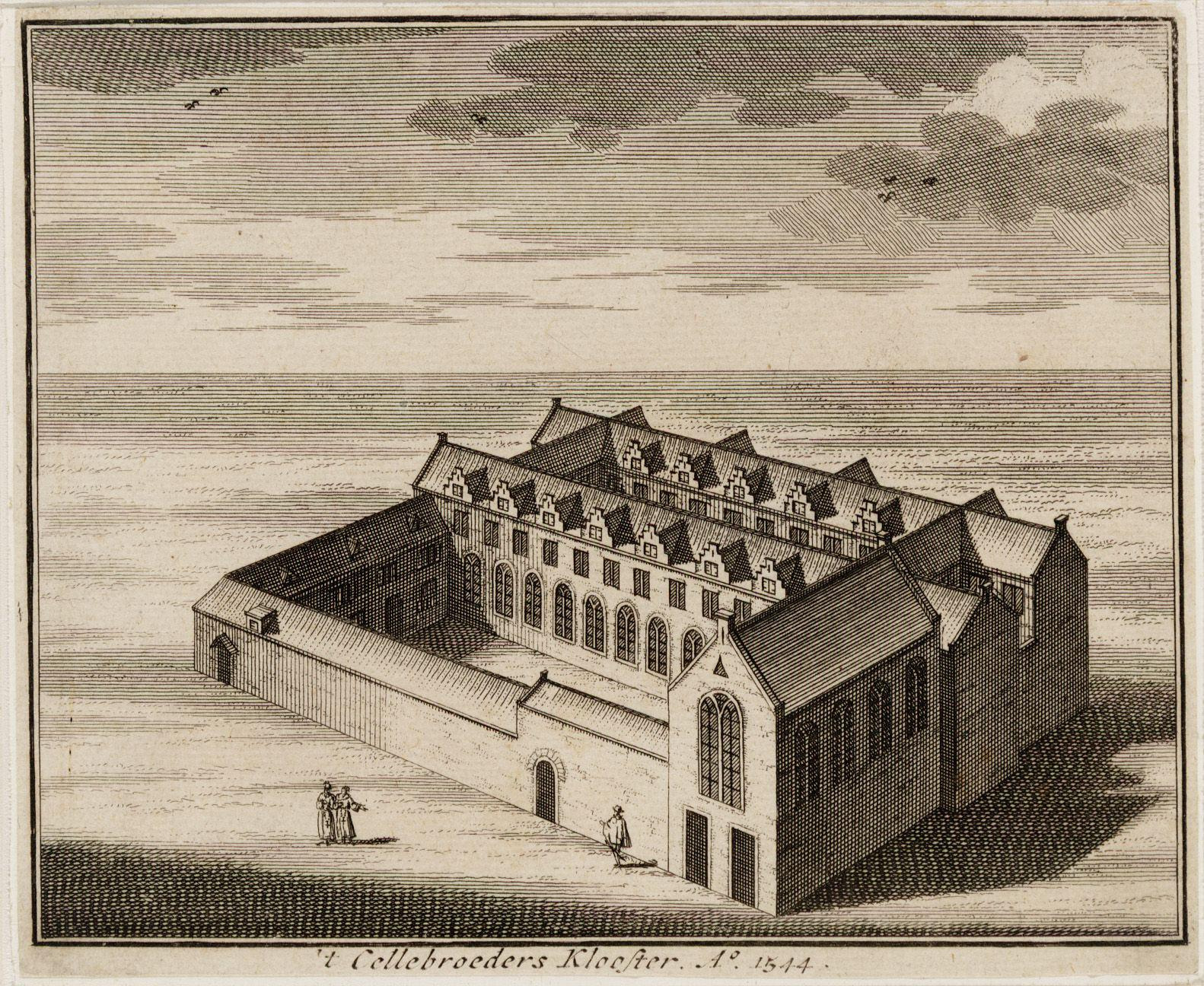
Het Cellebroedersklooster aan de Nes in Amsterdam in 1544. Impressie op een 18e-eeuwse prent.
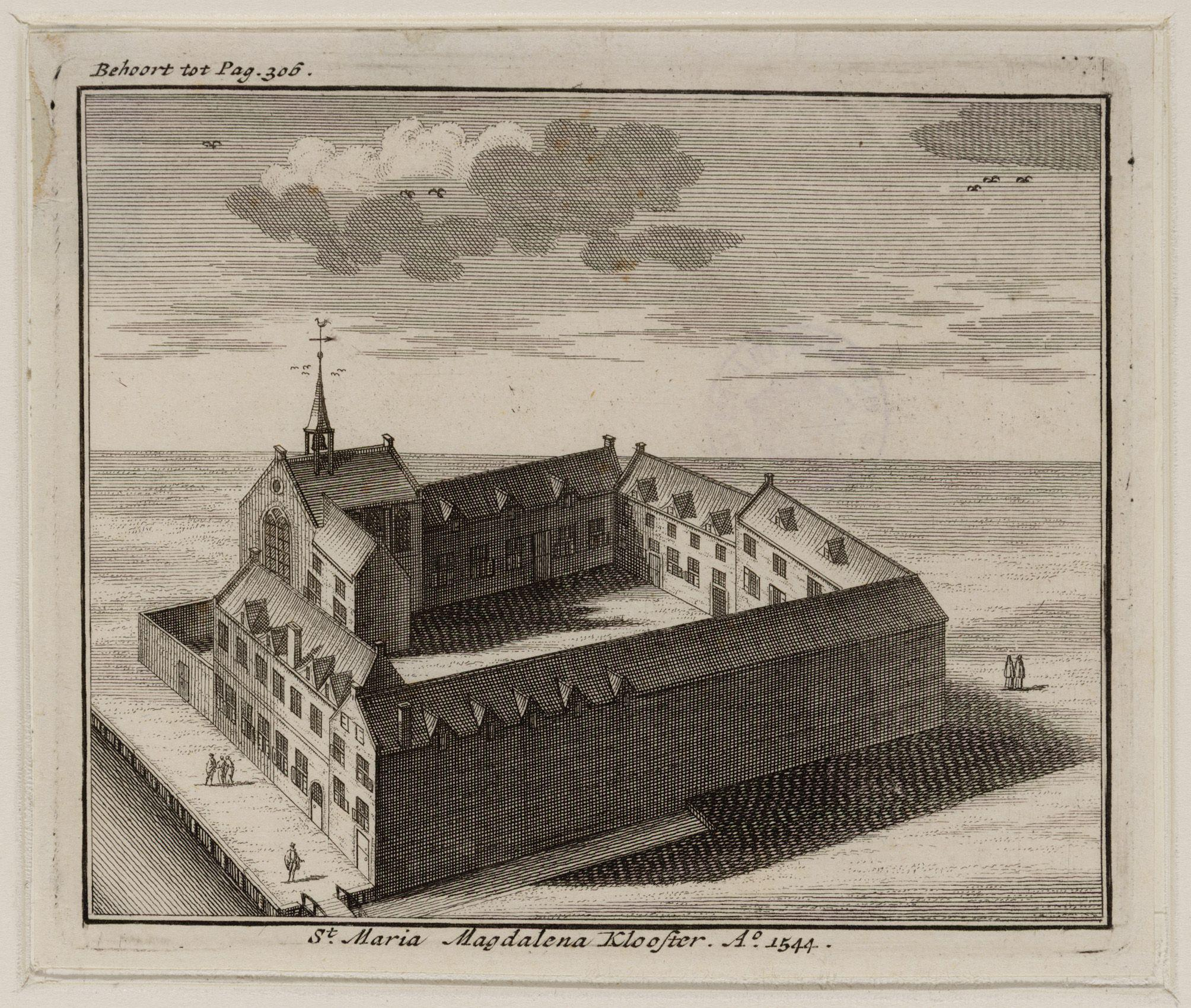
Het Maria Magdalenaklooster aan de Oudezijds Voorburgwal in Amsterdam in 1544. Impressie op een 18e-eeuwse prent.
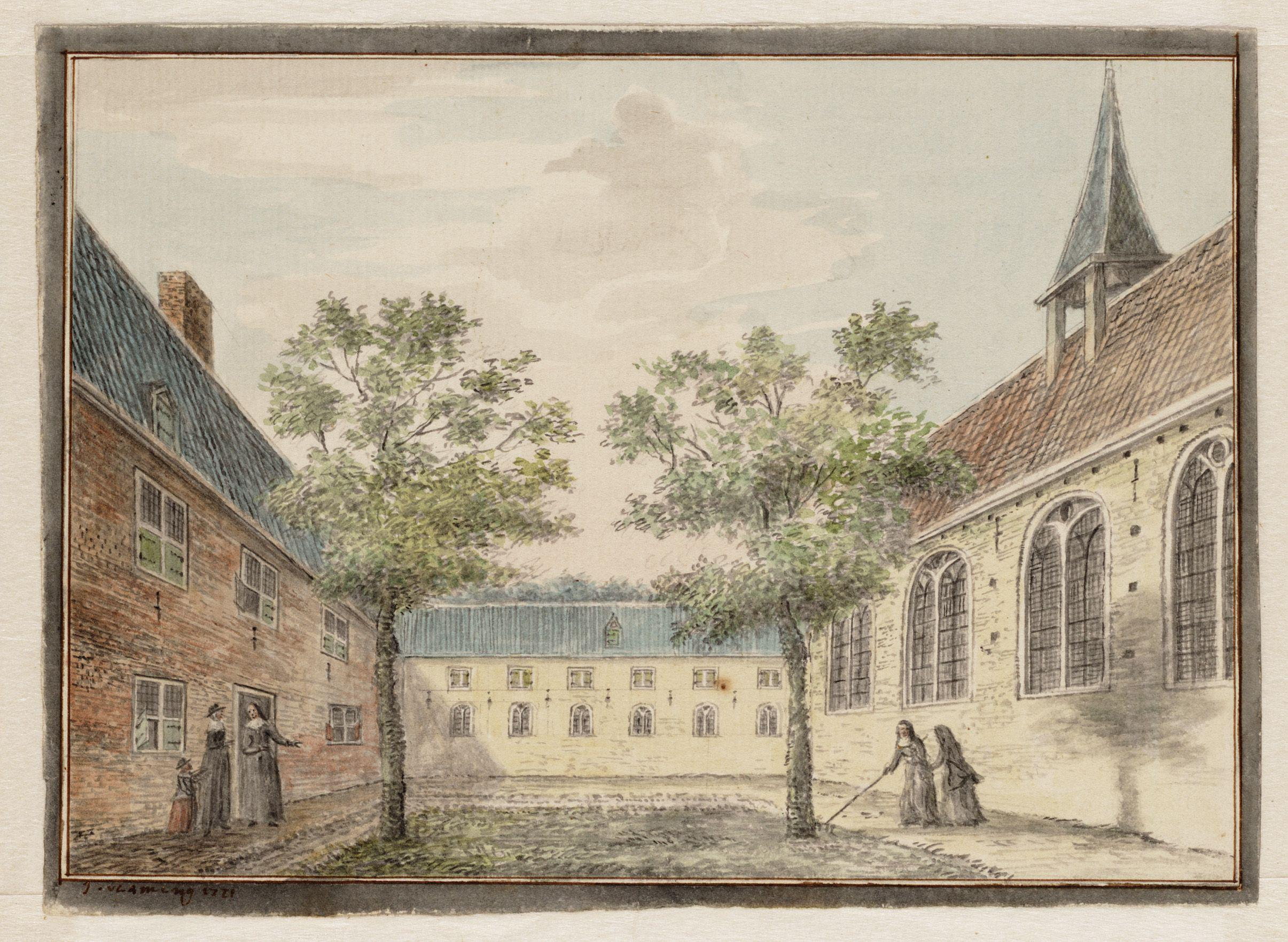
Binnenplaats van vermoedelijk het Sint-Margrietenklooster in Amsterdam in 1544. Impressie op een 18e-eeuwse prent.
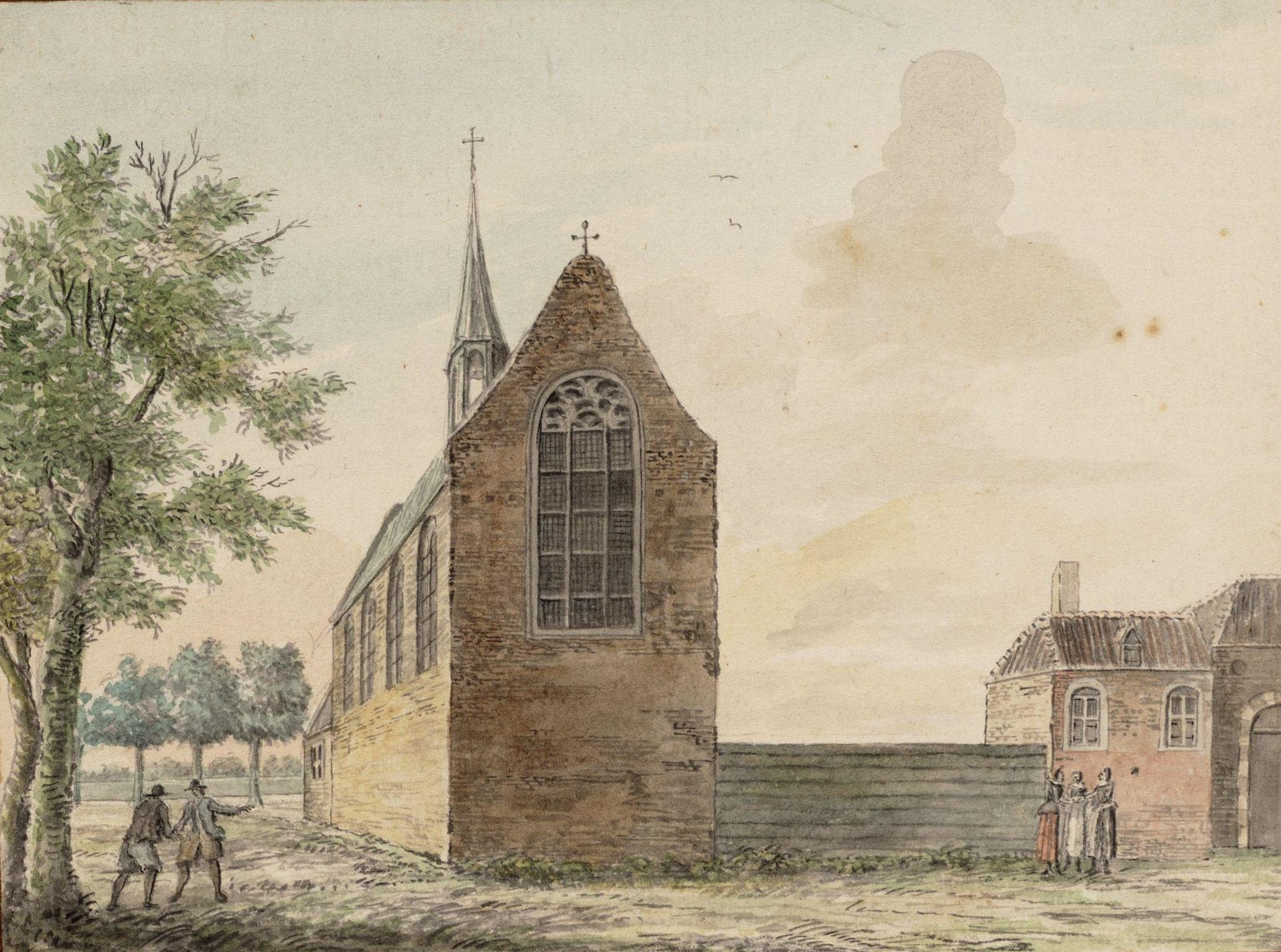
De Sint-Pieterskapel in Amsterdam in 1544. Impressie op een 18e-eeuwse prent.
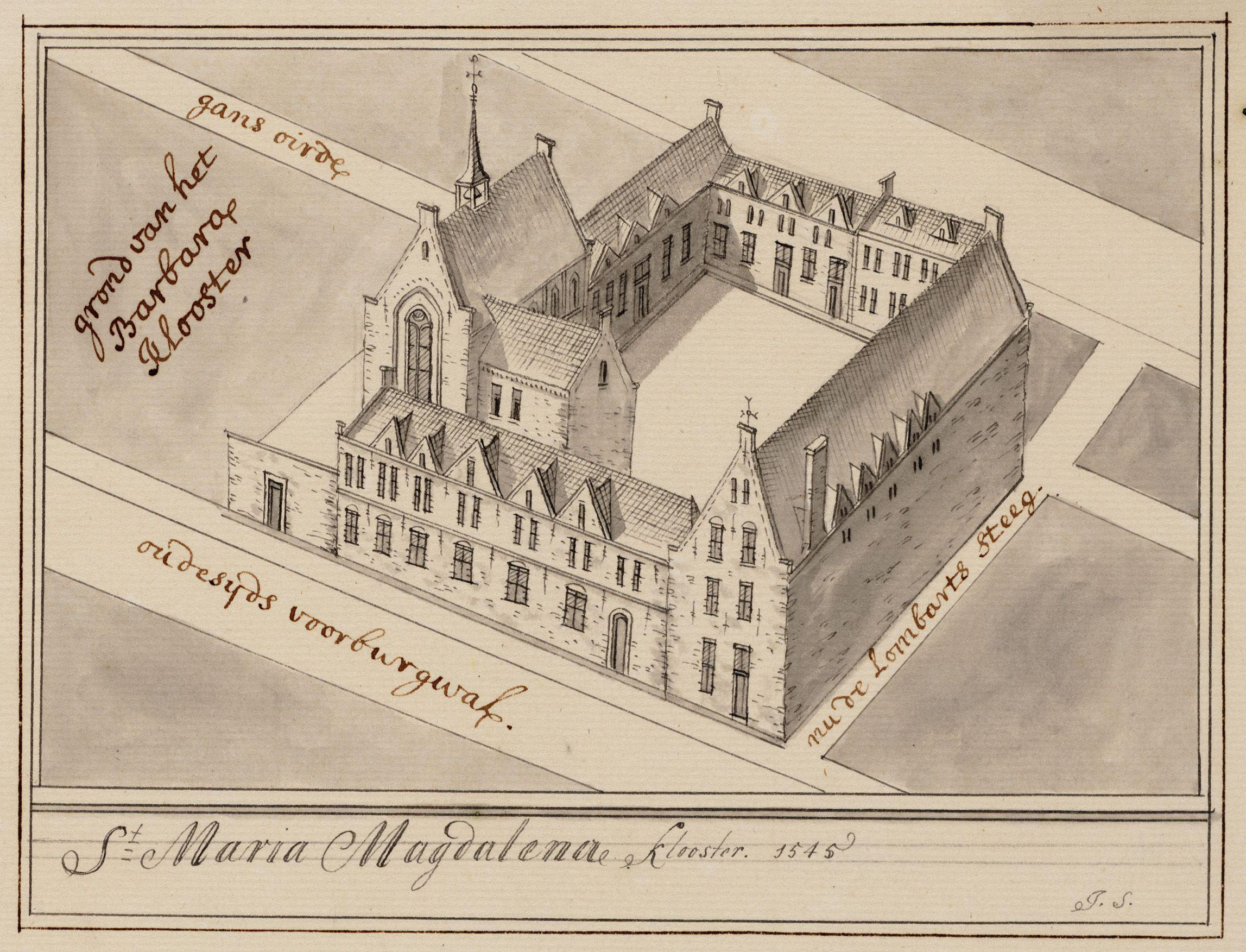
Sint-Maria Magdalenaklooster in Amsterdam in 1545. Impressie op een 18e-eeuwse prent.
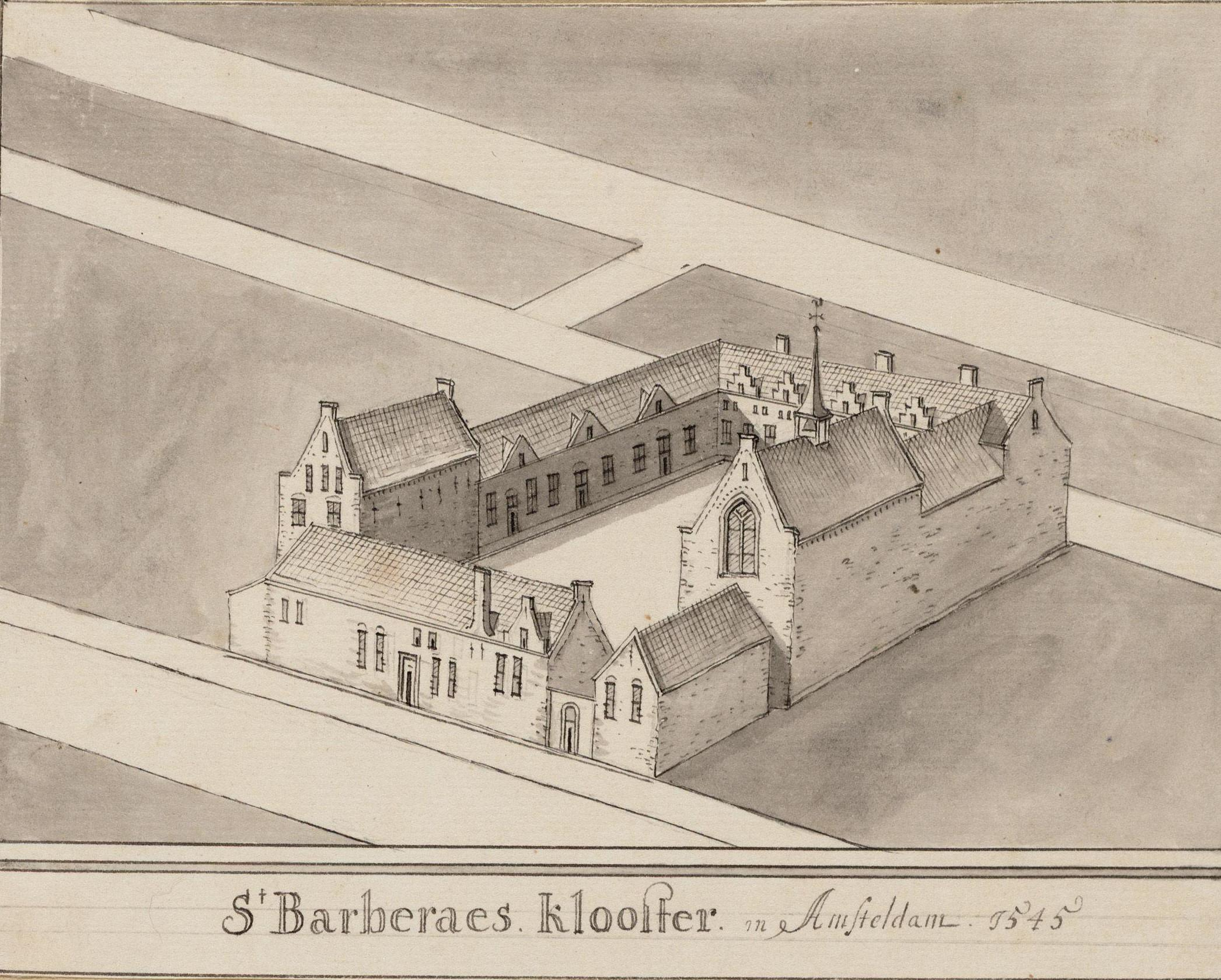
Sint-Barbaraklooster in Amsterdam in 1545. Impressie op een 18e-eeuwse prent.
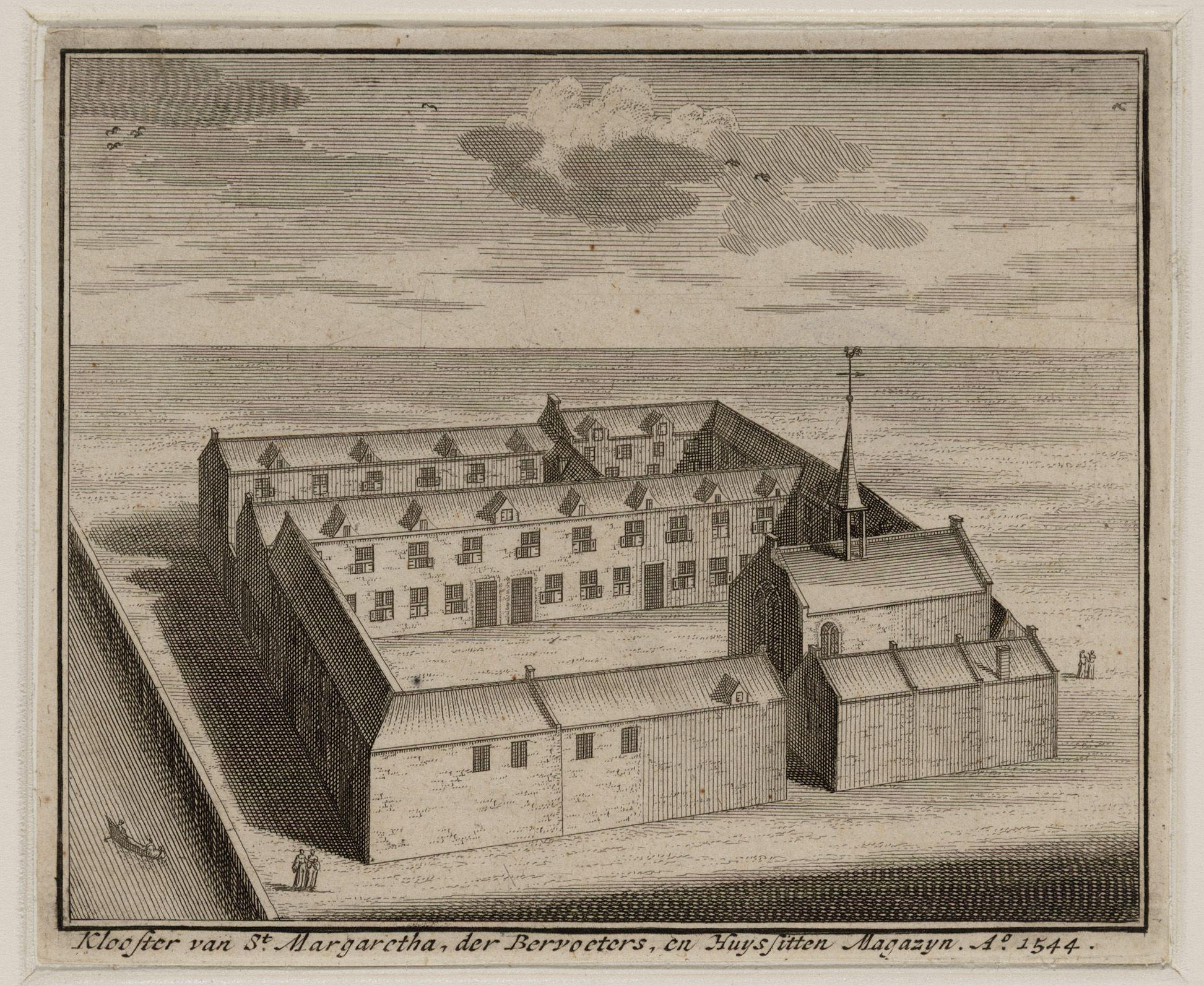
Margarethaklooster Amsterdam in 1544. Impressie op een 18e-eeuwse prent.
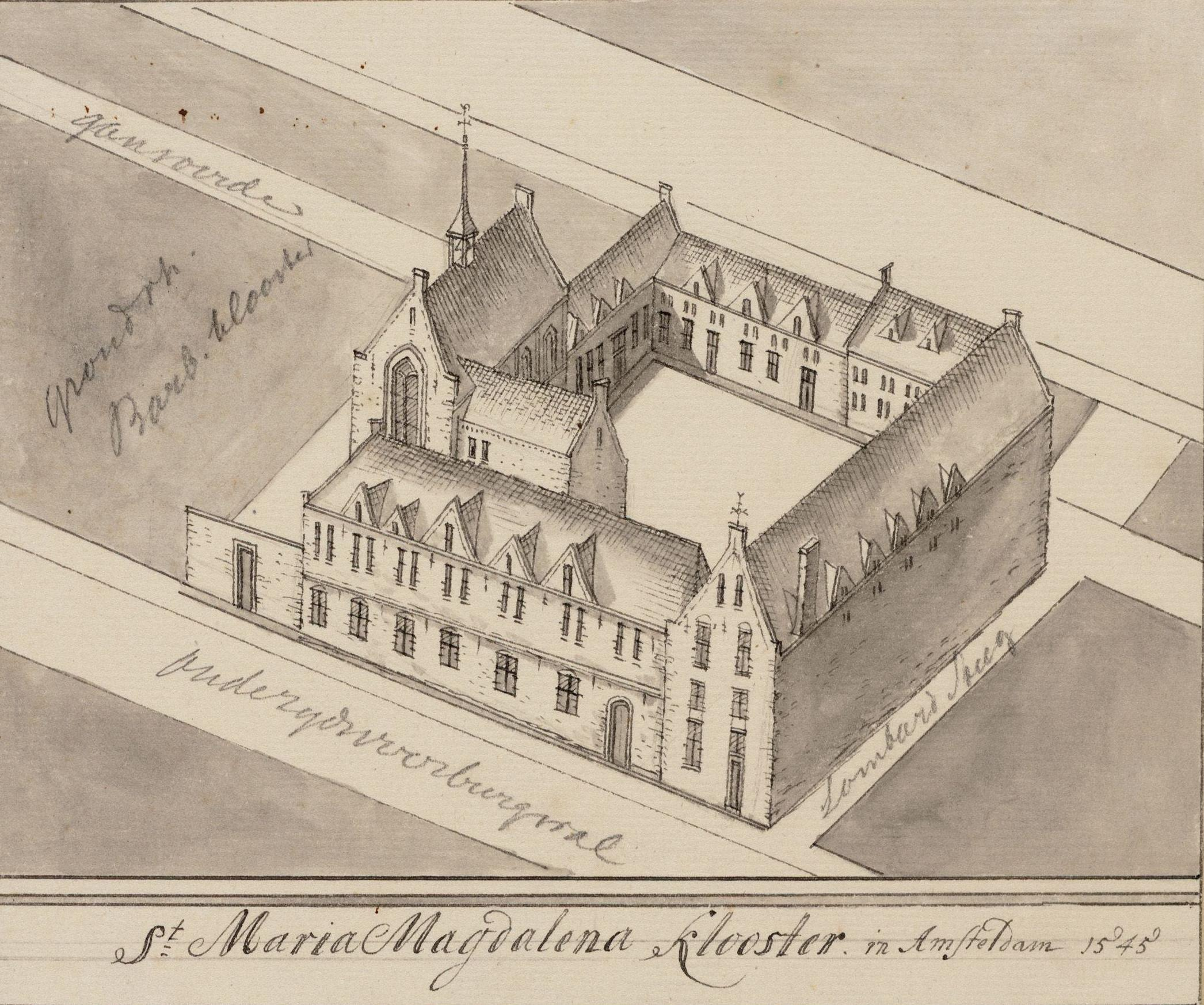
Maria Magdalenaklooster in Amsterdam in 1545. Impressie op een 18e-eeuwse prent.
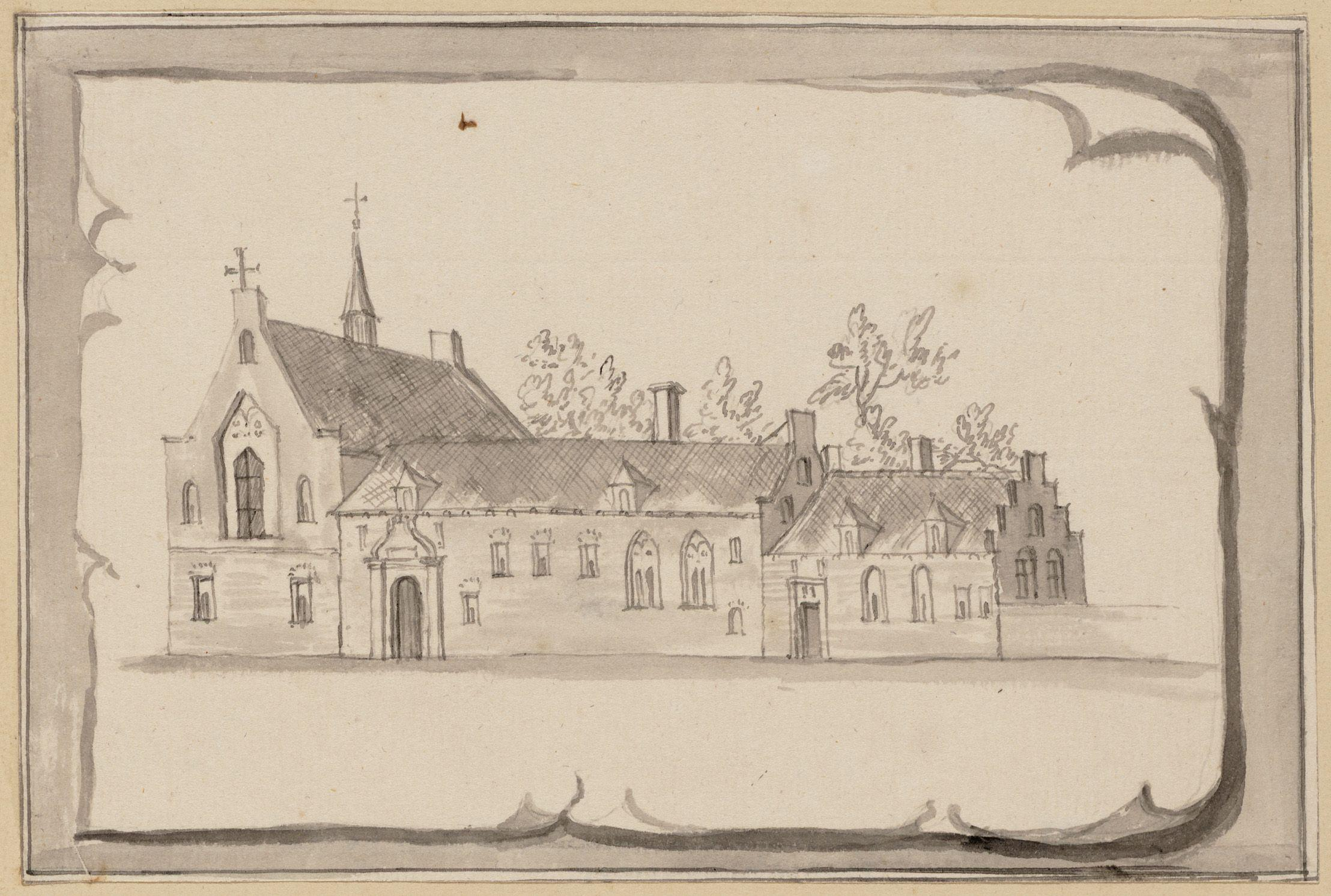
Mariaklooster in Amsterdam. Impressie op een 18e-eeuwse prent.
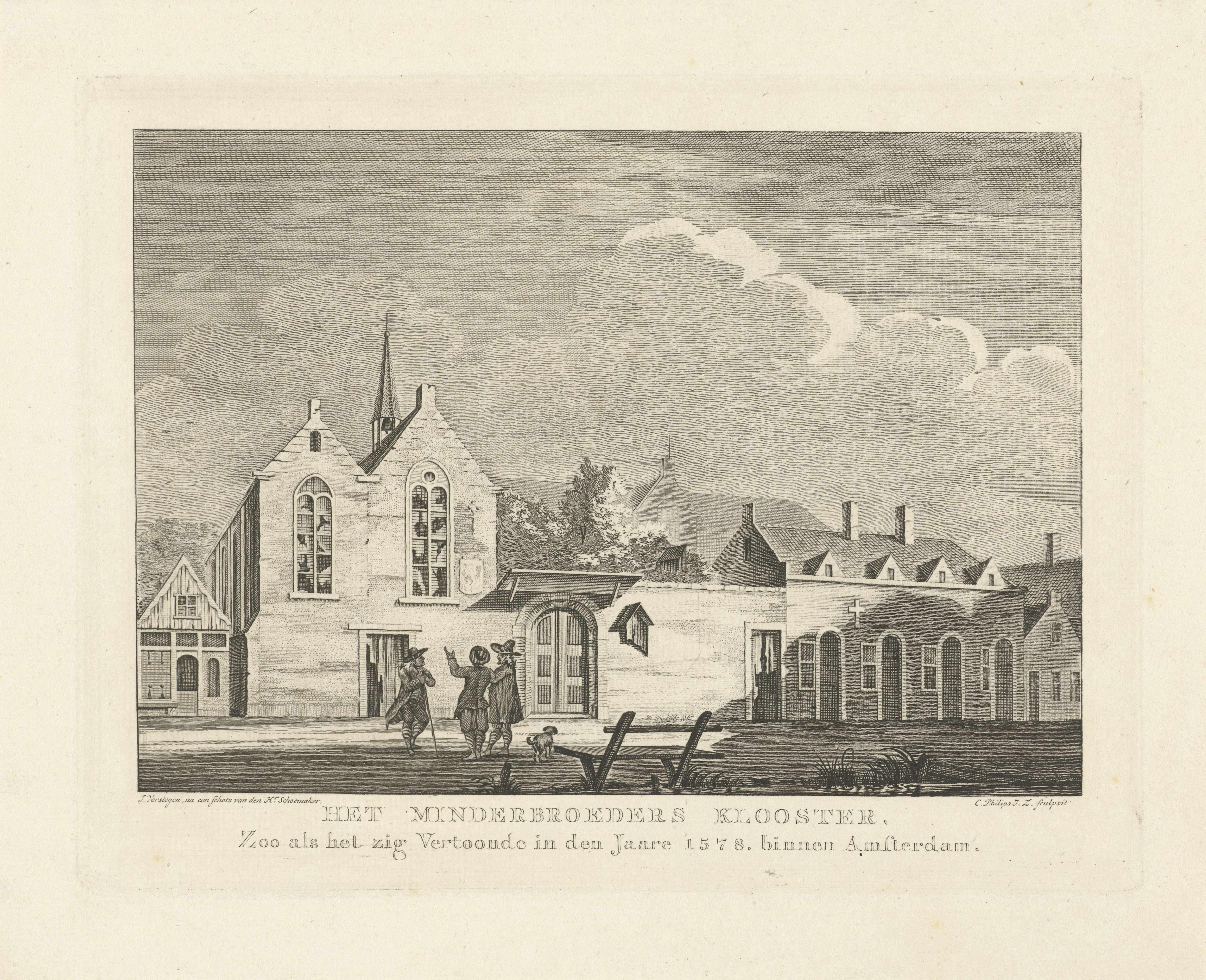
Het Minderbroedersklooster te Amsterdam na de plundering tijdens de Alteratie in 1578. Het Minderbroeders Klooster, Zoo als het zig Vertoonde in den Jaare 1578 binnen Amsterdam (titel op object). Impressie op een 18e-eeuwse prent.
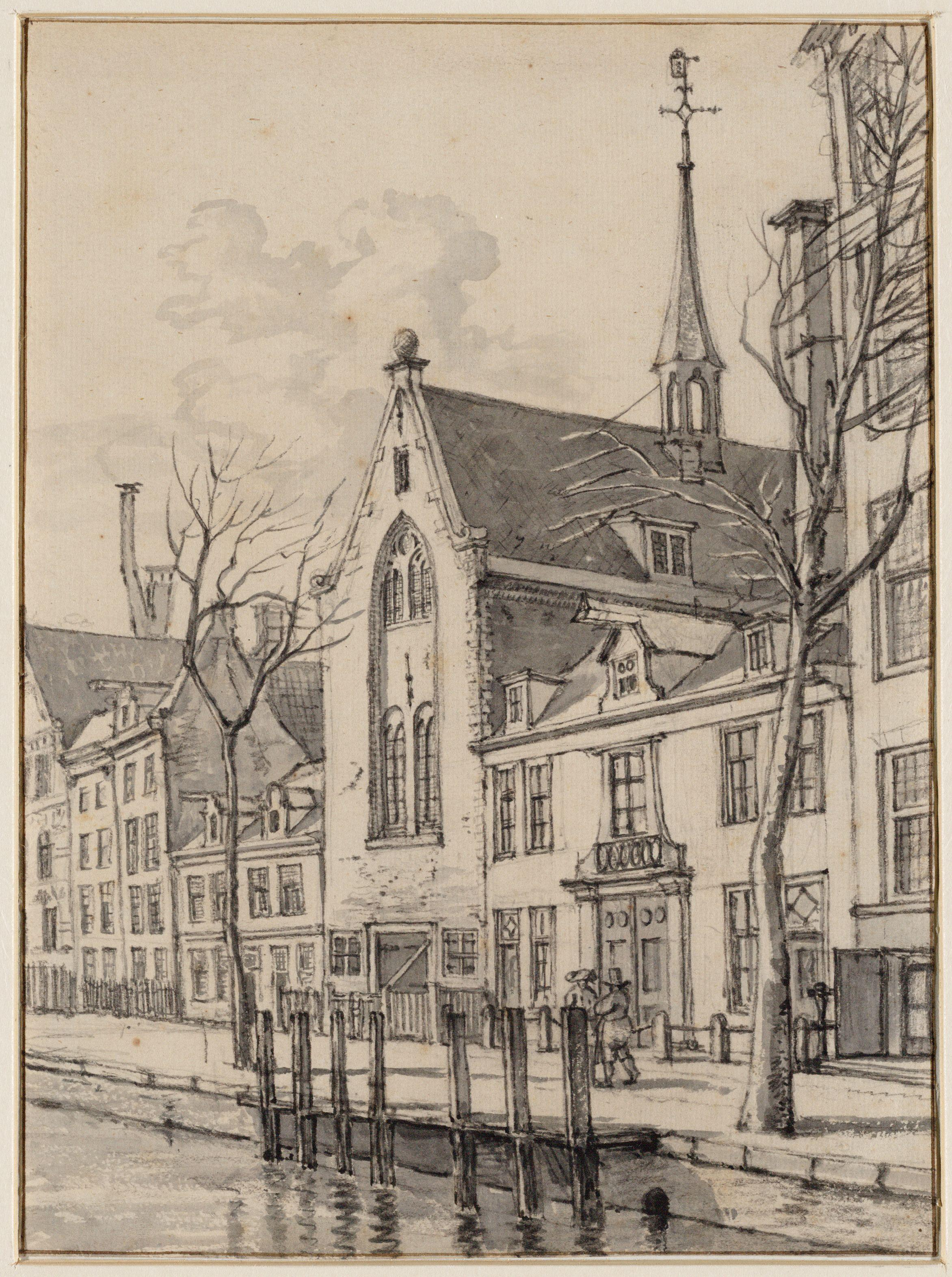
De achterzijde van de Agnietenkapel tevens Athanaeum Illustre op de Oudezijds Achterburgwal 198-202. De voorzijde is gevestigd op de Oudezijds Voorburgwal 231.
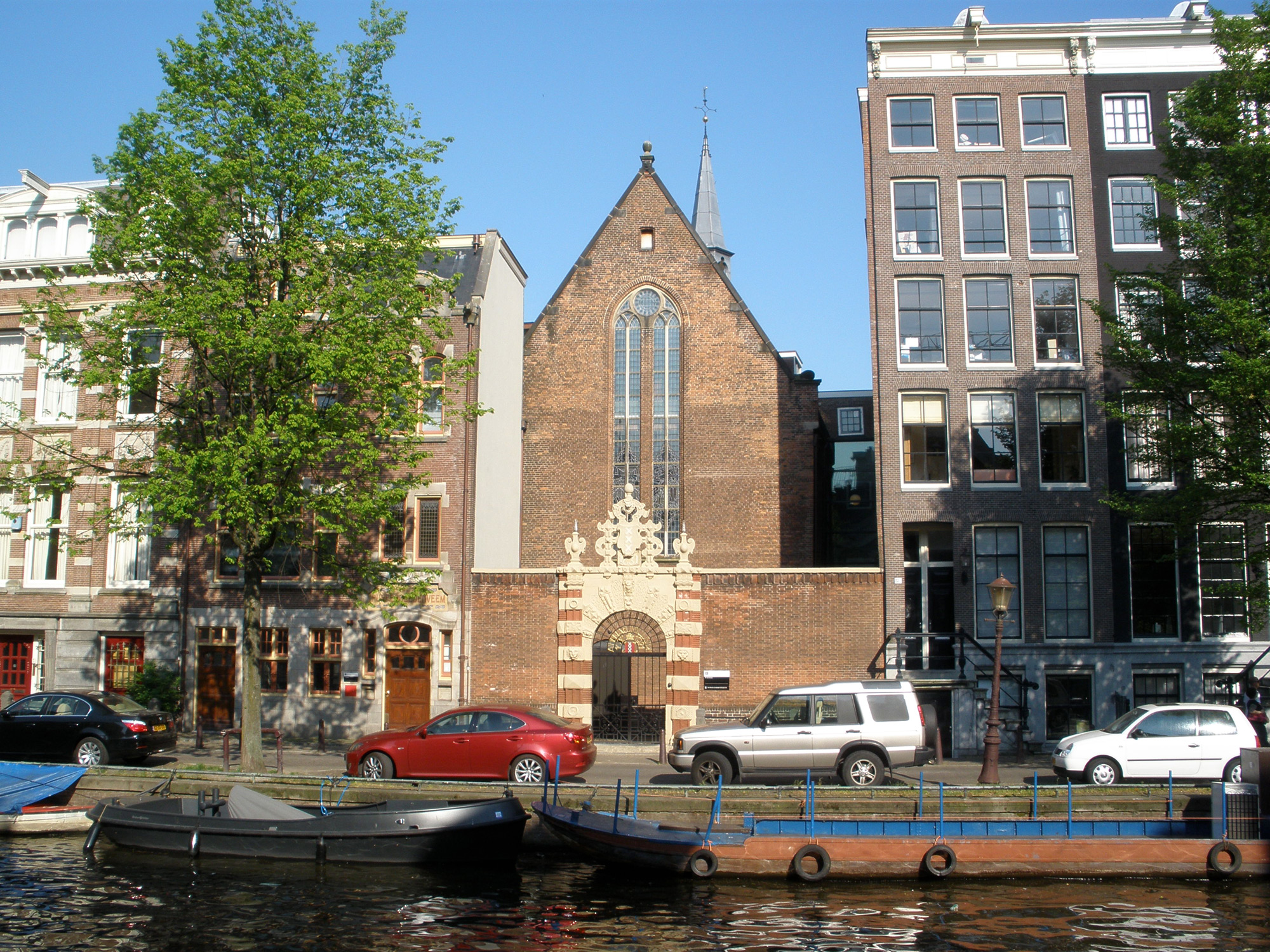
De Agnietenkapel; 2008.
Interieur van de Waalse Kerk in de 18e eeuw.
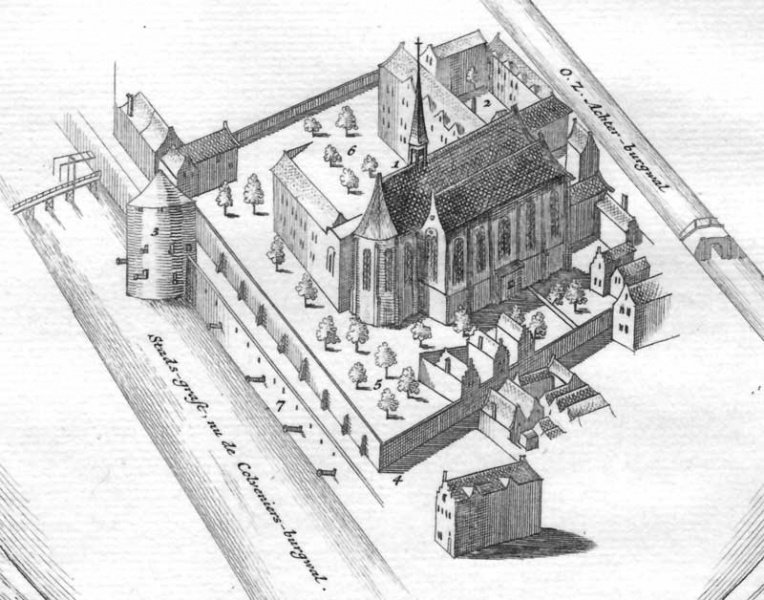
De Waalse Kerk in Amsterdam schuin van boven, mogelijk 18e eeuw.
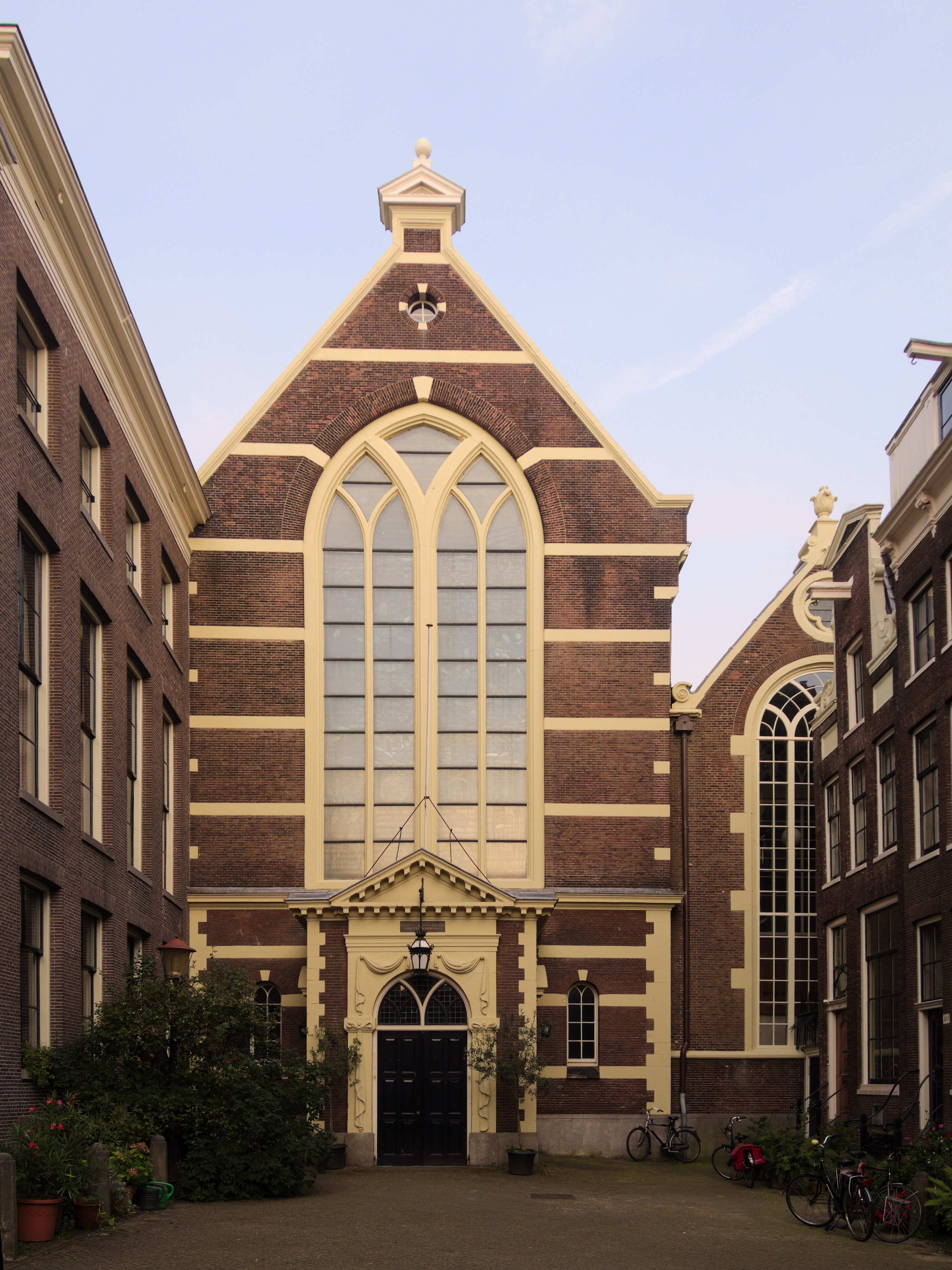
De Waalse Kerk; 2016.
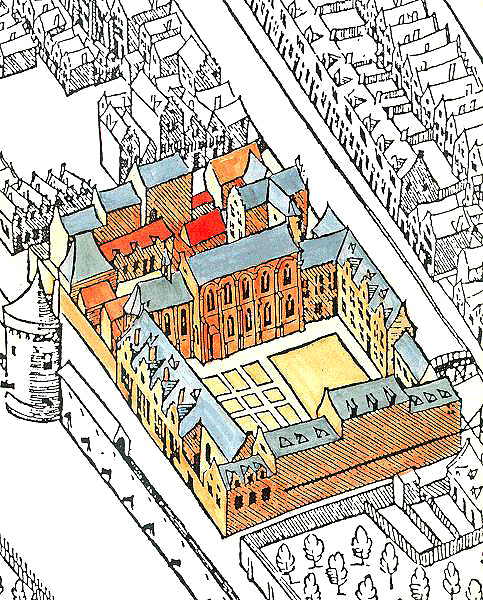
Het Bethaniënklooster ingekleurd op de stadsplattegrond van Cornelis Anthonisz. uit 1544.